# Bollholmane
Bollholmane est une île norvégienne dans le comté de Hordaland. Elle appartient administrativement à Hauglandshella.

## Géographie
Rocheuse et désertique, coupée en deux, elle s'étend sur environ 160 m de longueur pour une largeur approximative de 76 m.